# Montjustin-et-Velotte
Montjustin-et-Velotte – miejscowość i gmina we Francji, w regionie Burgundia-Franche-Comté, w departamencie Górna Saona.
Według danych na rok 1990 gminę zamieszkiwały 122 osoby, a gęstość zaludnienia wynosiła 16 osób/km² (wśród 1786 gmin Franche-Comté Montjustin-et-Velotte plasuje się na 621. miejscu pod względem liczby ludności, natomiast pod względem powierzchni na miejscu 598.).